# Архангельский театр драмы имени М. В. Ломоносова

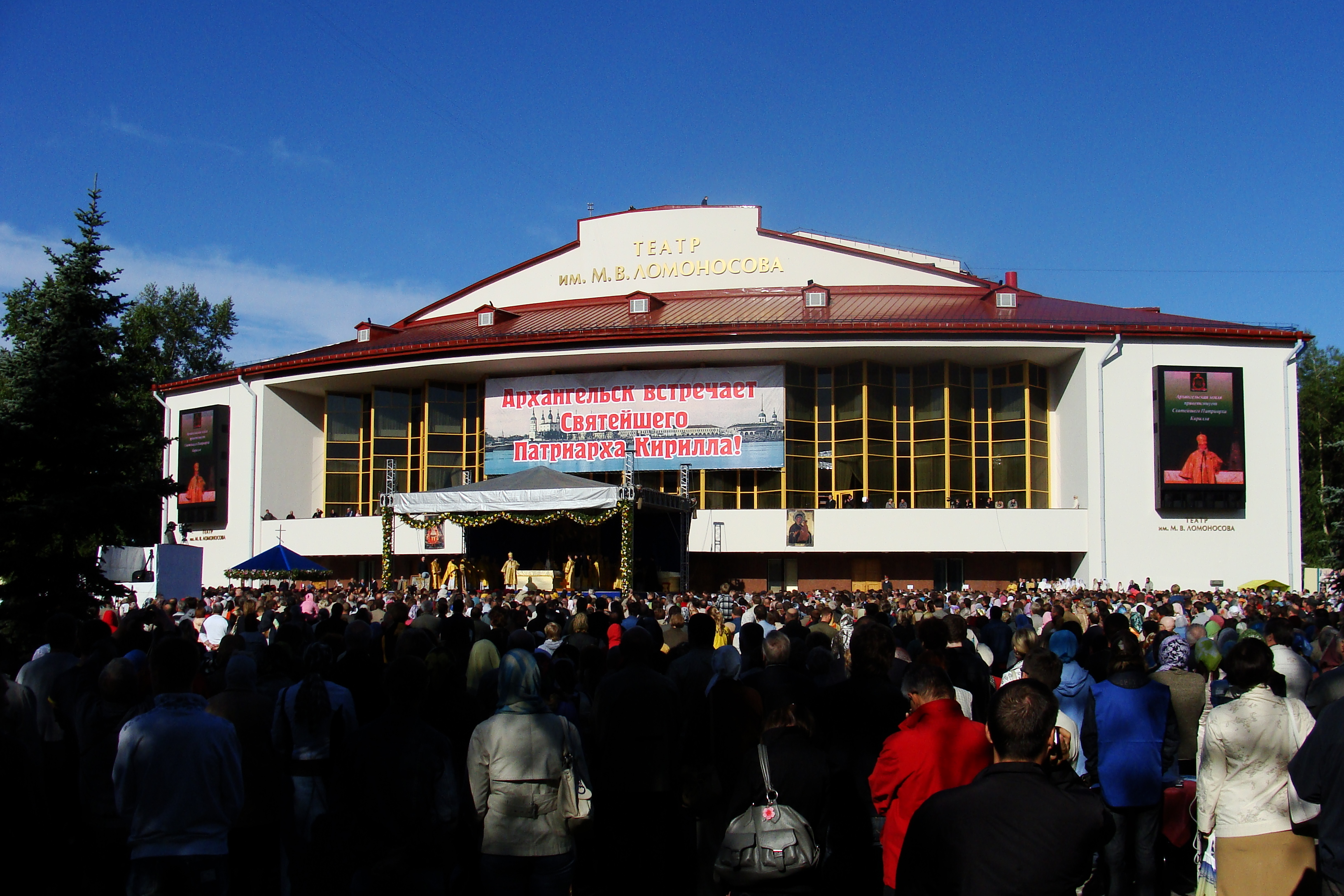
Патриарх Кирилл проводит молебен перед драмтеатром 23 августа 2009 года

 Архангельский театр драмы имени М. В. Ломоносова (до 1961 Архангельский Большой драматический театр, затем Архангельский областной драматический театр имени М. В. Ломоносова) — драматический театр в Архангельске, основанный в 1932 году.

## История театра

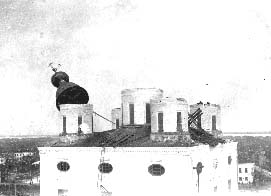
Разрушение Свято-Троицкого кафедрального собора

История создания в Архангельске театра начинается с 1846 года, когда в городе впервые было сооружено здание театра.
В театре играли труппы разных антрепренёров, гастролировали многие выдающиеся актёры (В. Н. Давыдов, М. М. Тарханов, П. Н. Орленев).
Современное здание драмтеатра было построено в 1929—31 годах из кирпича разобранного  Свято-Троицкого кафедрального собора — центрального православного храма города. Архитектурный проект  в стиле конструктивизма был разработан под руководством И. А. Голосова.
Постоянная труппа в театре появилась лишь в 1932 году. Первым спектаклем стала постановка по М. Горькому «На дне».
В труппу театра в разное время входили актёры: Г. А. Белов, Е. Е. Жилина, С. В. Лукьянов, А. И. Свирский, С. И. Бестужев, С. Н. Плотников, Б. И. Горшенин, Д. С. Алексеев, М. Н. Корнилов, К. К. Кулагина, Л. П. Кузнецова, З. Х. Славина, В. А. Соколовский, В. П. Соловьёва, А. Н. Кудерман, Н. А. Сокол; режиссёры: И. А. Ростовцев, Е. А. Просторов, И. И. Азров, Н. К. Теппер, К. Т. Бережной, К.Купецкий, Борис Райкин.
Конструктивистское здание театра перестраивалось в стиле советского неоклассицизма (1930-е гг.) и архитектурного модернизма (2-я половина 1960-х гг.). С 1964 по 1967 год произведена реконструкция фасада театра и зрительного зала, сценического комплекса, закулисных помещений. Фасад театра в духе того времени сделали из стекла и бетона.
В ноябре 1961 года, в дни празднования 250-летия со дня рождения М. В. Ломоносова, театру было присвоено имя этого великого российского учёного.
С начала 2000-х гг здание театра закрыто на реконструкцию и длительное его проведение объясняется недостатком финансирования. В 2007 фасад здания был затянут строительными лесами и финансовые вложения увеличились. На этот период труппа театра проводит свои выступления на Малой сцене театра драмы (бывший большой зал Поморской филармонии).
К лету 2009 года театр был полностью переоснащен и теперь является одним из самых современных сценических комплексов в России, способен принимать артистов любого уровня и жанра.

## Труппа театра

### Артисты, ранее входившие в труппу театра
| №  | ФИО                                                             | Годы жизни | Годы работы в театре |
| -- | --------------------------------------------------------------- | ---------- | -------------------- |
| 1  | Народный артист СССР Сергей Николаевич Плотников                | 1909—1990  | 1943—1990            |
| 2  | Народный артист СССР Григорий Акинфович Белов                   | 1895—1965  | 1933—1940            |
| 3  | Народный артист РСФСР Борис Иванович Горшенин                   | 1909—1974  | 1935—1974            |
| 4  | Народный артист Украины Геннадий Георгиевич Болотов             | 1939—2004  | 1957—1966            |
| 5  | Заслуженная артистка РСФСР Людмила Федоровна Бынова             | 1947—2019  | 1969—2019            |
| 6  | Заслуженная артистка РСФСР Мария Николаевна Елисеева            | н/д        | 1936—1937 1951—1956  |
| 7  | Заслуженный артист РСФСР Михаил Николаевич Корнилов             | 1887—1971  | 1937—1971            |
| 8  | Заслуженная артистка Туркменской ССР Анна Степановна Хрисанфова | 1902—1951  | 1934—1938 1945—1951  |
| 9  | Заслуженный артист РФ Николай Михайлович Войтюк                 | н/д        | 1976—1998            |
| 10 | Заслуженная артистка РФ Бланка Ивановна Воронкова               | 1924—2010  | 1960—1964 1967—2004  |
| 11 | Заслуженная артистка РФ Татьяна Николаевна Гончарова            | 1944—2006  | 1978—1989            |
| 12 | Заслуженный артист РФ Виктор Васильевич Жовтый                  | 1947—2004  | 1976—2004            |
| 13 | Заслуженный артист РФ Василий Андреевич Каленчук                | 1925—1981  | 1948—1981            |
| 14 | Заслуженный артист РФ Валерий Викторович Калинин                | 1940—1998  | 1975—1998            |
| 15 | Заслуженный артист РФ Валерий Сергеевич Колосов                 | 1941—2017  | 1974—2017            |
| 16 | Заслуженная артистка РФ Клавдия Константиновна Кулагина         | 1915—1993  | 1952—1990            |
| 17 | Заслуженная артистка РФ Светлана Григорьевна Невоструева        | 1946—2009  | 1970—1996            |
| 18 | Заслуженный артист РФ Борис Степанович Семенов                  | 1941—1993  | н/д                  |
| 19 | Заслуженная артистка РФ Валентина Захаровна Ячменева            | н/д        | н/д                  |
| 20 | Заслуженный артист РФ Сергей Борисович Чуркин                   | 1969—2022  | 1994—2021            |

### Современный состав труппы театра
В труппу театра входят заслуженные артисты Российской Федерации:
- Людмила Советова
- Елена Смородинова

Так же, в театре играют ряд других артистов:
- Ольга Зубкова
- Константин Феофилов
- Наталия Латухина
- Мария Беднарчик
- Марина Макарова
- Тамара Волкова
- Александр Дубинин
- Алексей Ковтун
- Игорь Патокин
- Евгений Нифантьев
- Галина Морозова
- Мария Новикова
- Михаил Андреев
- Кристина Ходарцевич
- Иван Братушев
- Вадим Винтилов
- Михаил Кузьмин
- Екатерина Шахова
- Дмитрий Беляков
- Мария Степанова
- Мария Павлова
- Александр Субботин
- Нина Няникова
- Татьяна Сердотецкая
- Юрий Прошин
- Павел Каныгин
- Александр Зимин
- Анна Рысенко
- Константин Мокров
- Артур Чемакин
- Маргарита Москвичева
- Георгий Селиванов

## Идущий репертуар
- «Сарафан» Ф. Абрамов
- «Принцесса Турандот» К. Гоцци
- «Очень простая история» М. Ладо
- «Пелагея и Алька» Ф. Абрамов
- «За двумя зайцами» М. Старицкий
- «Рябина кудрявая» А. Коровкин
- «Сон в летнюю ночь» У. Шекспир
- «Царь Эдип. Прозрение» Софокл
- «Корсиканка» И.Губач
- «Миленький ты мой» А. Медведев
- «А зори здесь тихие…» Б.Васильев
- «Варшавская мелодия» Л.Зорин
- «Скупой, или Школа лжи» Ж.-Б. Мольер
- «Василий Теркин» А. Твардовский
- «Блогер» Н. В. Гоголь
- «Русская народная почта» О. Богаев
- «Победительница» А. Арбузов
- «Гроза» А. Островский
- «Две дамочки в сторону Севера» П. Нотт
- «Золотой слон» А. Копков
- «Амфитрион» П. Хакс
- «Загадочное ночное убийство собаки» С. Стивенс
- «Рождество по-итальянски» Эдуардо Де Филиппо

##### Детский репертуар
- «Снежная королева» Х. К. Андерсен
- «Щелкунчик» Э. Гофман
- «Морозко» А. Тимошенко
- «Волшебная флейта» А. Моцарт
- «Морожены песни о счастье» С. Писахов
- «Садко» А. Экарева
- «Черная курица, или подземные жители» А. Погорельский
- «Царевна-лягушка» П. Медведев
- «Новые приключения Братца Кролика и Братца Лиса» Д. Харрис
- «Новые приключения Братца Кролика и Братца Лиса 2» Д. Харрис
- «Золотой ключик» С. Терехов
- «Сказка о рыбаке и рыбке» А. Пушкин
- «Урфин Джюс и его деревянные солдаты» А. Волков

## Выдающиеся постановки
- 1937 — «Дачники» М. Горького
- 1938 — «Враги» М. Горького
- 1938 — «Варвары» М. Горького
- 1943 — «Нашествие»
- 1952 — «Три сестры» А. П. Чехова
- 1952 — «Мария Стюарт»
- 1953 — «Старик»
- 1954 — «Порт Артур»
- 1954 — «Иван Рыбаков»
- 1955 — «Персональное дело» Штейна
- 1957 — «Зыковы» Горького
- 1958 — «В поисках радости» Розова
- 1958 — «Дали неоглядные» Вирты
- 1958 — «Именем революции» Шатрова
- 1959 — «Почему улыбались звёзды» Корнейчука
- 1960 — «Вишнёвый сад» А. П. Чехова

## Фотографии

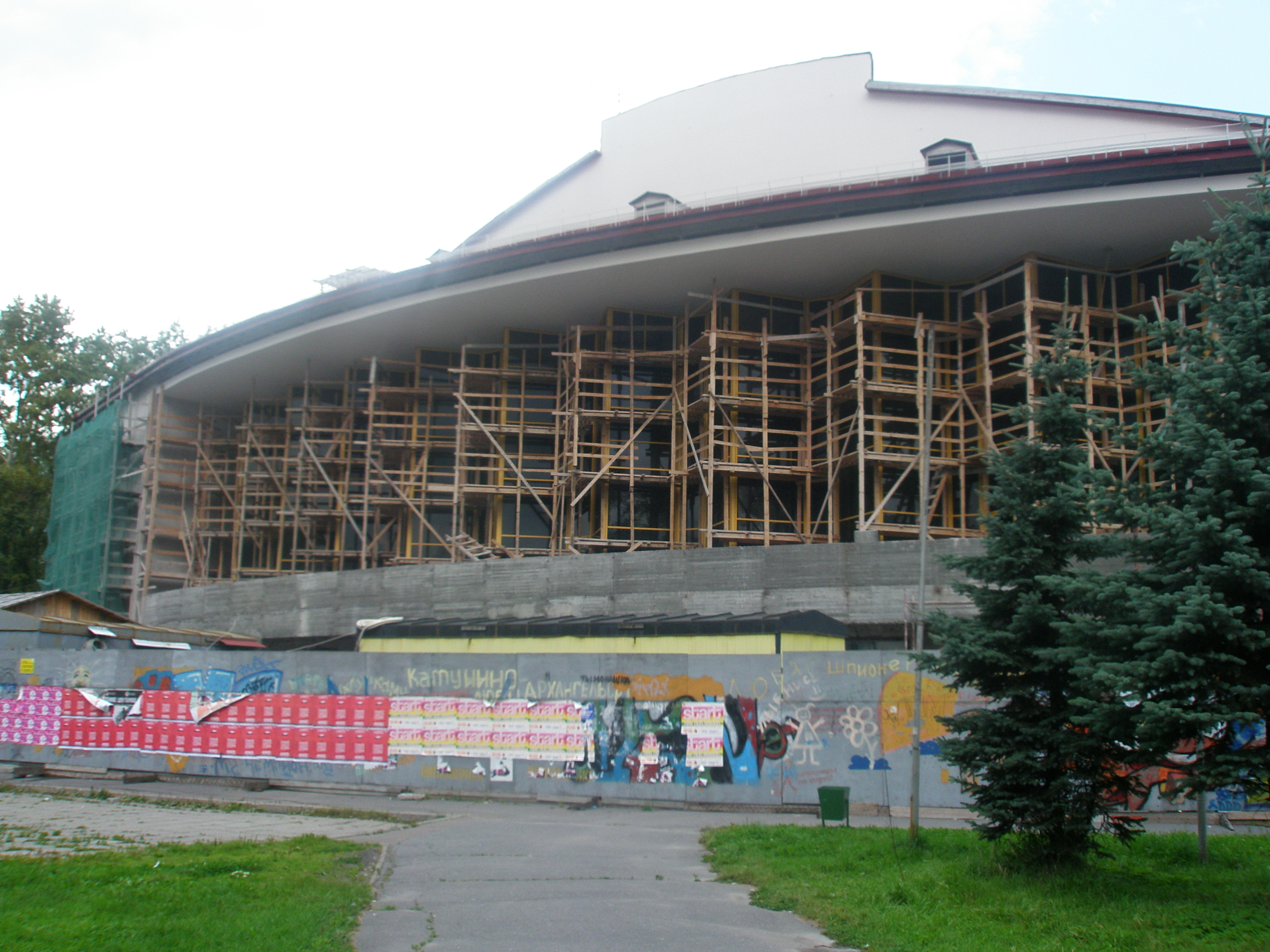
Театр в ремонте, 2007 год
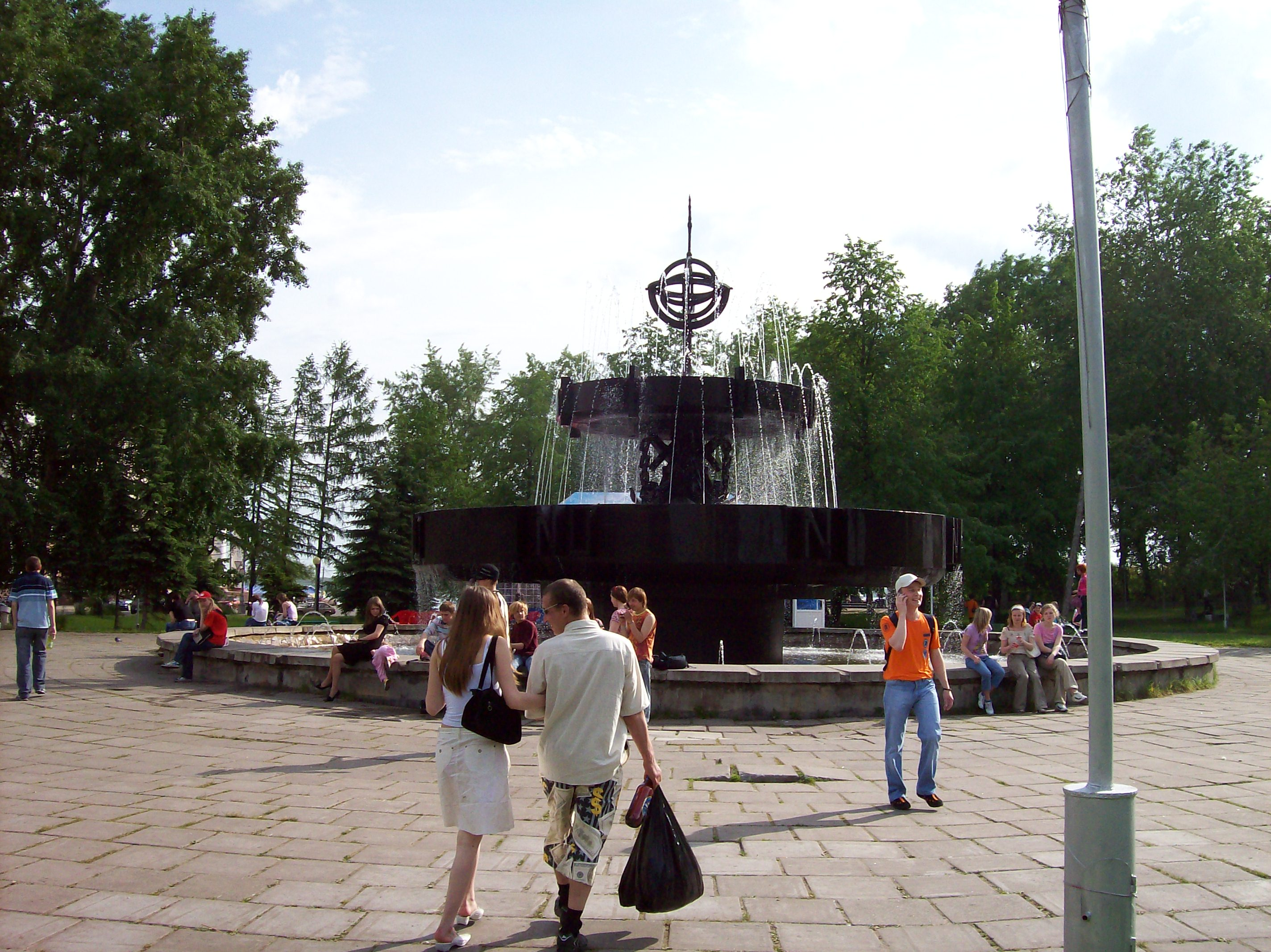
Фонтан-компас возле театра в 2007 году, ныне снесен
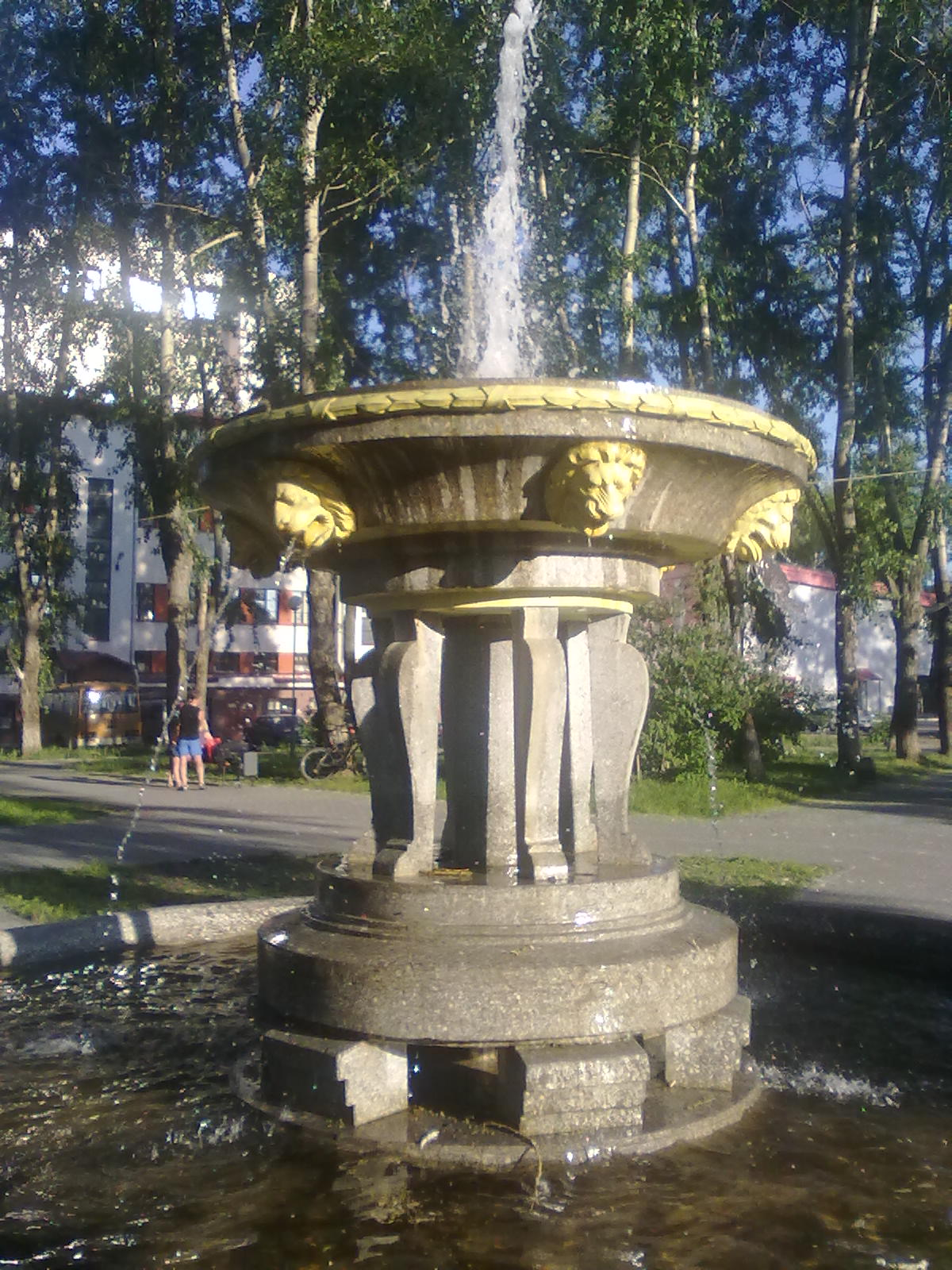
Фонтан в Петровском парке за театром